# Señorita (canción de (G)I-dle)
«Señorita» es una canción grabada por el grupo femenino surcoreano (G)I-dle, escrita y poducida por Soyeon, líder del grupo. Fue lanzada el 26 de febrero de 2019 como la canción principal del segundo EP del grupo, I Made (2019). Un vídeo musical de la canción también fue lanzado el 26 de febrero.
Una versión japonesa de la canción fue lanzada el 26 de agosto de 2020, en su segundo EP japonés, Oh My God.

## Antecedentes y composición
Soyeon trabajó con Carlos Gorito, una personalidad brasileña que trabaja en la televisión surcoreana, para producir de mejor manera las expresiones en español que forman parte de la canción.
La letra fue escrita por Soyeon, miembro y líder del grupo, quien también se desempeñó como productora junto a Yummy Tone.

## Vídeo musical
El 26 de febrero se lanzó «Señorita» junto con su vídeo musical. El vídeo muestra al grupo en un hotel de colores brillantes rodeadas de peligros, que incluye piruletas llenas de cuchillas de afeitar, grullas colgantes, electrocución con secador de pelo e incendios. El lanzamiento del vídeo también marcó la asociación entre (G)I-dle y la nueva línea de cosméticos Kaja de Memebox. En todo momento, las miembros utilizan e interactúan con los productos de maquillaje Kaja.

## Promoción
(G)I-dle presentó «Señorita» por primera vez el 27 de febrero de 2019 en el programa Show Champion del canal MBC Music, luego el 1 de marzo en el programa Music Bank, el 2 de marzo en Show! Music Core, el 3 de marzo en Inkigayo, el 5 de marzo en The Show y el 7 de marzo en el programa de televisión M! Countdown. La promoción continuó durante tres semanas más, repitiendo sus presentaciones en estos seis programas de música de Corea del Sur.

## Rendimiento comercial
«Señorita» debutó en el número 7 en el chart de US World Digital Song Sales. de Estados Unidos con 1,000 descargas y 782.000 reproducciones en la semana que terminó el 28 de febrero. Esta fue la cuarta entrada del grupo en la lista y la tercera como grupo solo. La canción debutó en el número 30 en el Gaon Digital Chart y alcanzó el puesto 19 la semana siguiente. La canción también encabezó la lista en tiempo real de Bugs y Naver Music. «Señorita» además debutó en el número 26 en el K-pop Hot 100 de Billboard Korea y alcanzó el puesto número 10 la semana siguiente.

## Recepción de la crítica
Billboard describió a «Señorita» como una "pista de baile de temática pop latina, que incorpora castañuelas y sonidos de bronces de jazz junto a cuerdas rítmicas maravillosas y elegantes efectos electrónicos". Líricamente, las miembros transmiten con confianza sus emociones a un "señor", que aparentemente canta el título de la canción en el post estribillo.

## Reconocimientos

### Premios y nominaciones
| Año  | Evento                  | Premio                                      | Resultado | Ref.   |
| ---- | ----------------------- | ------------------------------------------- | --------- | ------ |
| 2019 | Mnet Asian Music Awards | Canción del año                             | Nominado  | [ 18 ] |
| 2019 | Mnet Asian Music Awards | Mejor performance de baile - Grupo femenino | Nominado  | [ 18 ] |
| 2020 | Gaon Chart Music Awards | Canción del año - febrero                   | Nominado  | [ 19 ] |

### Premios en programas de música
| Programa                  | Fecha              | Ref.   |
| ------------------------- | ------------------ | ------ |
| Show Champion (MBC Music) | 6 de marzo de 2019 | [ 20 ] |

### Listas
| Publicación | Lista                                | Ranking | Ref.   |
| ----------- | ------------------------------------ | ------- | ------ |
| Amazer      | Canción k-pop más versionada de 2019 | 7       | [ 21 ] |
| Bugs        | Top 100 - Fin de año 2019            | 98      | [ 22 ] |

## Posicionamiento en listas
| Lista (2019)                             | Mejor posición |
| ---------------------------------------- | -------------- |
| Corea del Sur (Gaon Digital Chart)       | 19             |
| Corea del Sur (K-pop Hot 100)            | 10             |
| Singapur (RIAS)                          | 20             |
| USA (World Song Digital Sales Billboard) | 7              |

| Lista (2019)                       | Mejor posición |
| ---------------------------------- | -------------- |
| Corea del Sur (Gaon Digital Chart) | 27             |

| Lista (2019)                       | Mejor posición |
| ---------------------------------- | -------------- |
| Corea del Sur (Gaon Digital Chart) | 105            |

## Historial de lanzamiento
| País          | Fecha                 | Formato                    | Sello              | Ref.   |
| ------------- | --------------------- | -------------------------- | ------------------ | ------ |
| Corea del Sur | 26 de febrero de 2019 | Descarga digital streaming | Cube Entertainment | [ 26 ] |
| Varios        | 26 de febrero de 2019 | Descarga digital streaming | Cube Entertainment | [ 26 ] |